# Panamskie Siły Powietrzne

Symbol Panamskich Sił Powietrznych

Siły Powietrzne Panamy – do 1989 Panama dysponowała 60 śmigłowcami i samolotami transportowymi stacjonującymi w bazach Albrook France Field i Tocumen. W 1989 nastąpiła inwazja sił USA na Panamę i w jej wyniku zawieszono współpracę, a właśnie Stany Zjednoczone miały być dostarczycielem sprzętu dla panamskich sił powietrznych. W wojnie ze Stanami Zjednoczonymi Panama straciła cały swój lotniczy potencjał.
Obecnie siły powietrzne Panamy dysponują 30 samolotami z których większość pochodzi ze Stanów Zjednoczonych. Poza sprzętem amerykańskim Panama dysponuje 7 chilijskimi samolotami typu ENAER T-35 Pillan 2 brytyjskimi samolotami Britten Norman Islander. Flotę śmigłowców stanowią UH-1 Huey, UH-1N Twin Huey oraz śmigłowce typu Bell 205, 212 i 407. Do zadań transportowych służą samoloty typu Cessna 150. Flotę samolotów wielozadaniowych stanowią samoloty typu Grumman Gulfstream II i Cessna 172.

## Wyposażenie
| Samolot               | Kraj pochodzenia  | Typ                               | Wersje | W służbie | Uwagi |
| --------------------- | ----------------- | --------------------------------- | ------ | --------- | ----- |
| ENAER T-35 Pillan     | Chile             | samolot treningowy, rozpoznawczy  | B, D   | 7         |       |
| CASA C-212 Aviocar    | Hiszpania         | samolot transportowy              | 300    | 3         |       |
| Britten-Norman BN-2   | Wielka Brytania   | lekki samolot transportowy        | 2A     | 2         |       |
| UH-1 Huey             | Stany Zjednoczone | śmigłowiec wielozadaniowy         | H      | 1         |       |
| UH-1N Twin Huey       | Stany Zjednoczone | śmigłowiec wielozadaniowy         | N      | 1         |       |
| Bell 407              | Stany Zjednoczone | śmigłowiec wielozadaniowy         |        | 1         |       |
| Bell 205              | Stany Zjednoczone | śmigłowiec wielozadaniowy         | A-1    | 1         |       |
| Bell 212              | Stany Zjednoczone | śmigłowiec wielozadaniowy         |        | 8         |       |
| Sikorsky S-76         | Stany Zjednoczone | Transport VIP-ów                  | C      | 1         |       |
| Piper PA-34 Seneca    | Stany Zjednoczone | samolot pasażerski i transportowy | C      | 1         |       |
| Cessna 150            | Stany Zjednoczone | samolot pasażerski i transportowy | C      | 1         |       |
| Cessna 152            | Stany Zjednoczone | samolot wielozadaniowy            | C      | 1         |       |
| Cessna 172            | Stany Zjednoczone | samolot wielozadaniowy            | C      | 1         |       |
| Grumman Gulfstream II | Stany Zjednoczone | samolot wielozadaniowy            | II     | 1         |       |